# کلیسای جامع پوروو

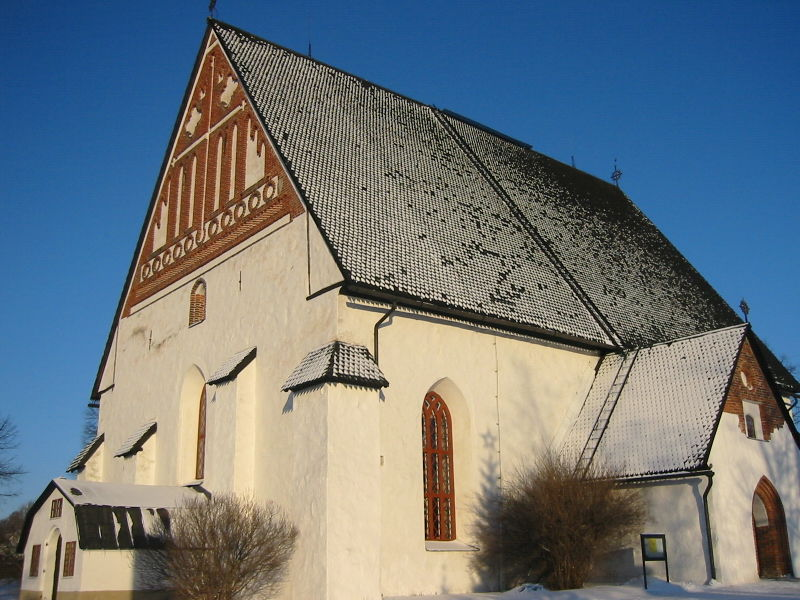
کلیسای جامع پوروو در ژانویه ۲۰۰۶

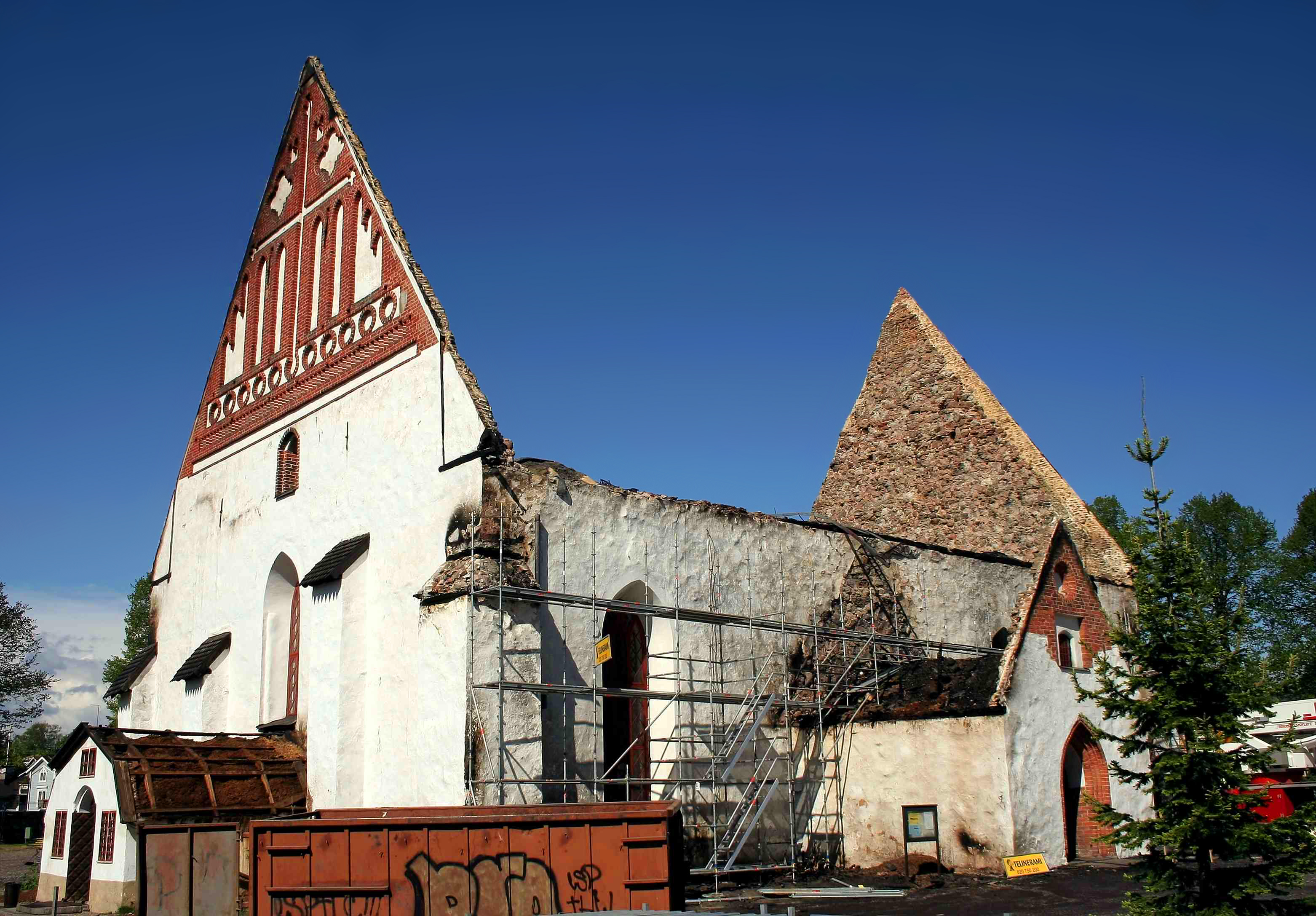
کلیسای جامع پوروو پس از آتش‌سوزی در می ۲۰۰۶; سقف کلیسای جامع بازسازی شده‌است

کلیسای جامع پوروو (فنلاندی: Porvoon tuomiokirkko ; سوئدی: Borgå domkyrka) یک کلیسای جامع انجیلی لوتری فنلاندی است که در پوروو در منطقه اوسیما واقع شده‌است. این بنا در قرن پانزدهم ساخته شده‌است، اگرچه قدیمی‌ترین قسمت‌ها مربوط به قرن سیزدهم است.

## پیشینه
این کلیسا بسیار کوچک و در اصل از چوب ساخته شده بود. اولین دیوارهای سنگی بین سال‌های ۱۴۱۰ و ۱۴۲۰ ساخته شد و در حدود سال ۱۴۵۰ کلیسا تقریباً ۴ در ۶ متر مساحت داشت.
کلیسا بارها در طی جنگ در اثر آتش‌سوزی ویران شده‌است. در سال ۱۵۰۸ توسط نیروهای دانمارکی و در سالهای ۱۵۷۱، ۱۵۹۰ و ۱۷۰۸ توسط نیروهای روسی. در ۲۹ می ۲۰۰۶، سقف بیرونی بر اثر آتش‌سوزی فروریخت، اما سقف داخلی آن آسیب ندیده و فضای داخلی کلیسای جامع دست نخورده ماند. یک جوان ۱۸ ساله به اتهام آتش‌سوزی به شش سال و نیم زندان محکوم شد. کلیسای جامع در ۲ ژوئیه ۲۰۰۸ بازگشایی شد.

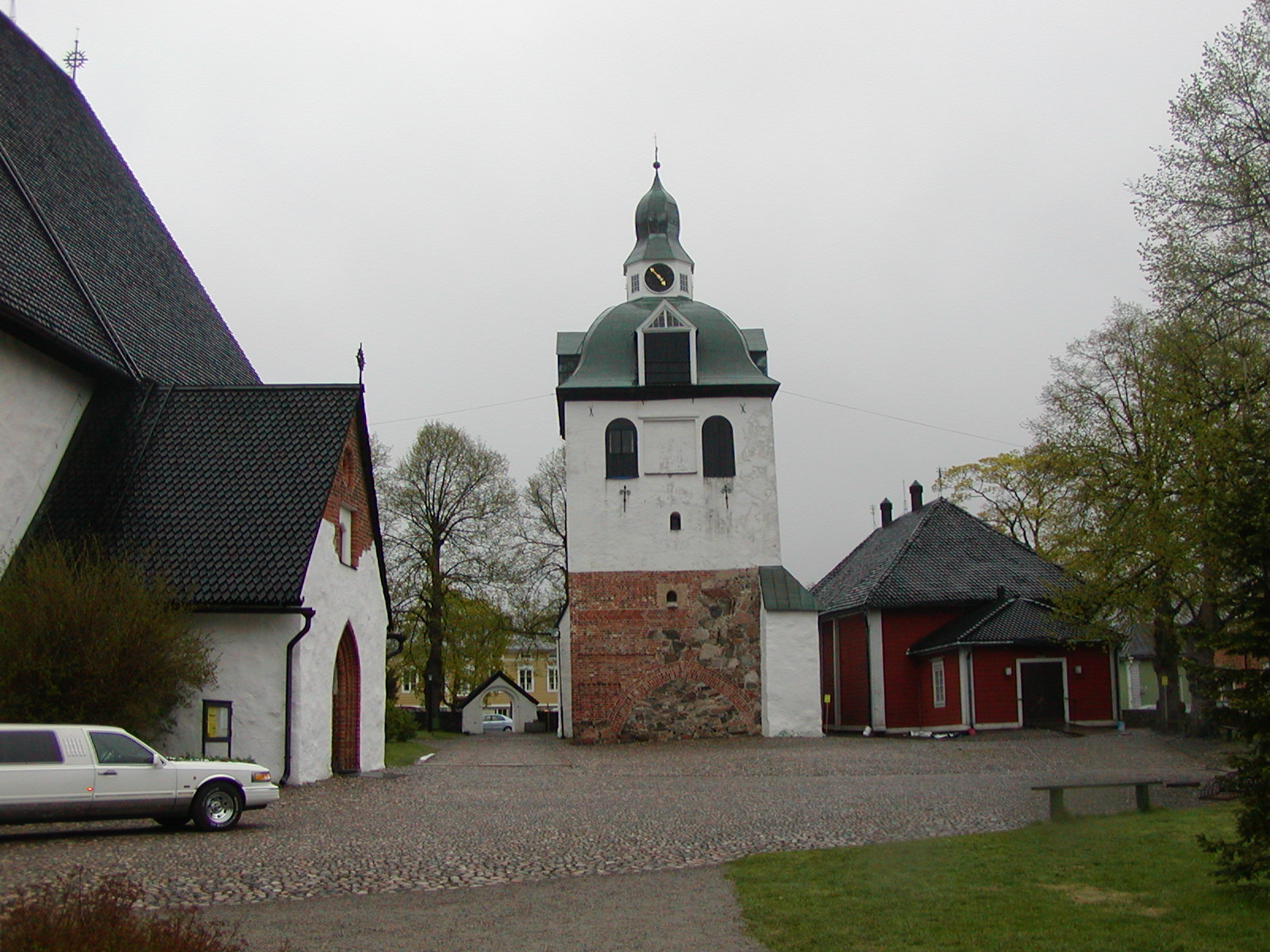
برج ناقوس مجزا

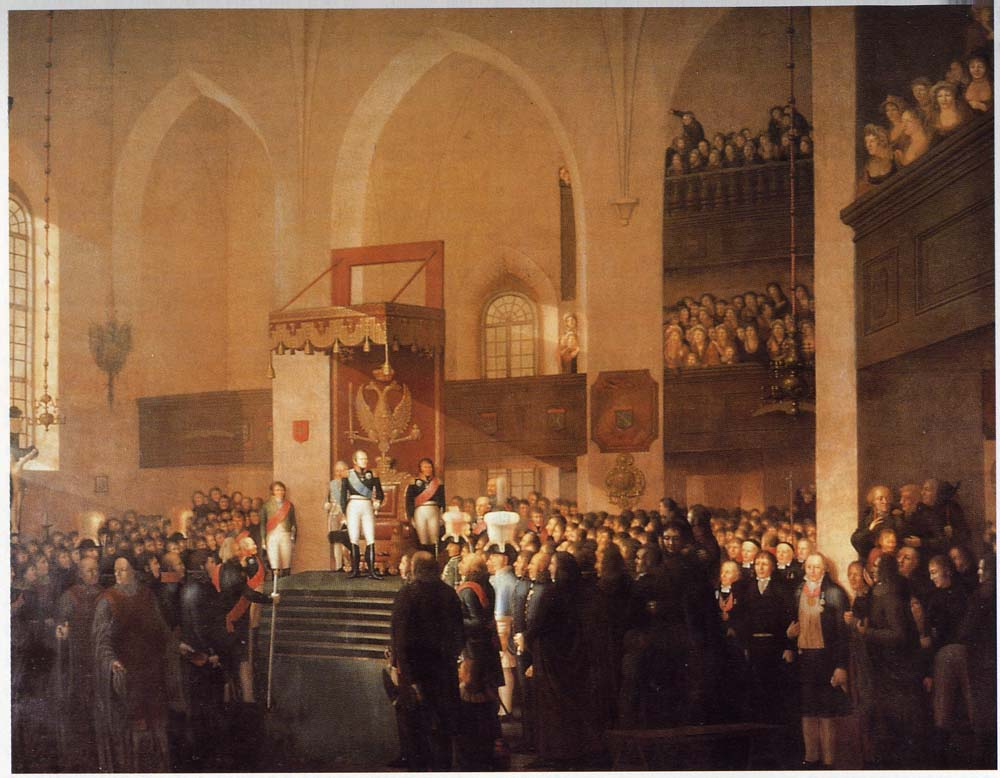
تزار الکساندر اول در کلیسای جامع ۱۸۰۹

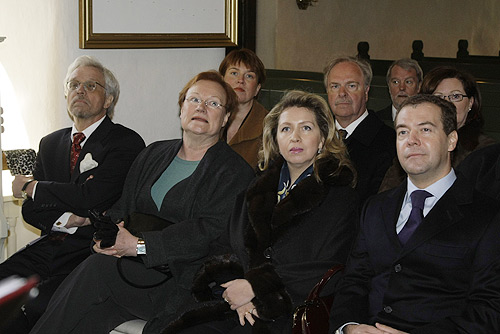
از راست به چپ: رئیس‌جمهور روسیه دیمیتری مدودف، همسرش سوتلانا مدودف، رئیس‌جمهور فنلاند تاریا هالونن و همسرش پنتی آرایاروی در کلیسای جامع پوروو در سال ۲۰۰۹.

کلیسای جامع میزبان جشن مشترک عشای ربانی به نشانه امضای توافق‌نامه رسمی بین کلیساهای عشای آنگلیکان و لوتری نوردیک و بالتیک (تکمیل در سال ۱۹۹۲) بود.